# Forțele armate din Transnistria

Emblemă

Cocardă

Forțele armate ale Republicii Moldovenești Nistrene (Alfabetul chirilic moldovenesc: Форцеле армате але Републичий Молдовенешть Нистрене, rusă Вооружённые силы Приднестровской Молдавской Республики, ucraineană Збройні сили Придністровської Молдавської Республіки) sunt forțele armate ale așa-zisei Republici Moldovenești Nistreene (regiune separatistă, de jure parte a Republicii Moldova). 
Respectivele forțe militare au fost create la 6 septembrie 1991, mai întâi sub forma unor gărzi, pentru a proteja regimul separatist instaurat după în anul 1990 la Tiraspol, de tentativele autorităților centrale de la Chișinău de a reunifica țara.
Forțele armate sunt compuse din 4.500–7.500 de soldați, împărțite în patru brigăzi de infanterie motorizată în orașele Tiraspol, Bender/Tighina, Rîbnița și Dubăsari (suplimentar pot fi mobilizați încă 15.000). 

## Fortele Aeriene

### Fortele aeriene in 2021
| Avion      | Origine           | Tip        | Varianta   | Numar      | Note       |            |
| Elicoptere | Elicoptere        | Elicoptere | Elicoptere | Elicoptere | Elicoptere | Elicoptere |
| ---------- | ----------------- | ---------- | ---------- | ---------- | ---------- | ---------- |
| Mi-2       | Polonia           | transport  |            | 1          |            |            |
| Mi-8       | Uniunea Sovietica | transport  |            | 1          |            |            |

## Legături externe
- ru  http://izvestiya.odessa.ua/ru/2013/12/14/vooruzhennye-sily-pridnestrovya-uzhe-so-svoim-oruzhiem Arhivat în 29 noiembrie 2014, la Wayback Machine.
- ru  http://www.olvia.idknet.com/ol109-08-06.htm Arhivat în 8 septembrie 2012, la Wayback Machine.